# Paulownia tomentosa

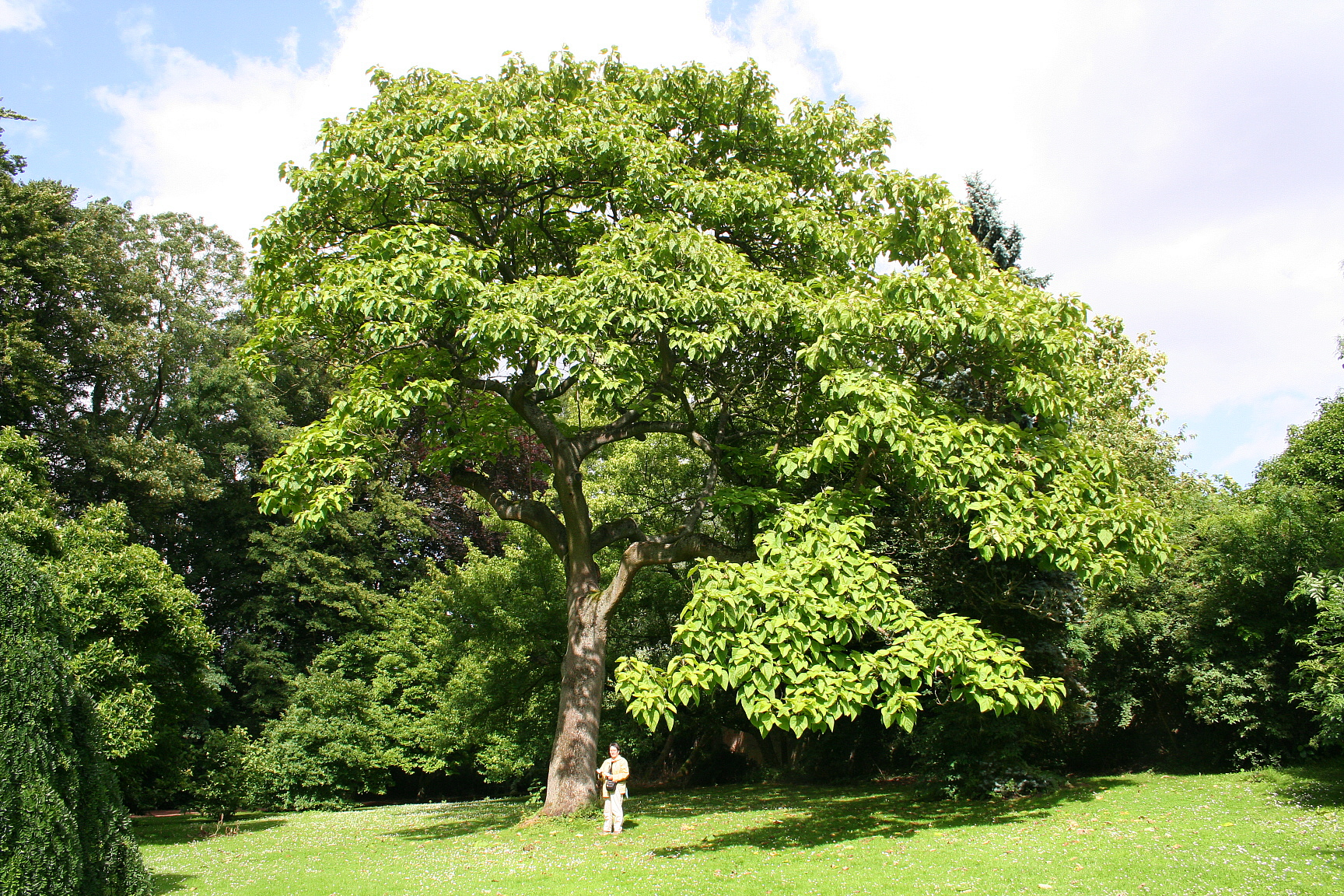
Una paulownia al Parc du domaine de Mariemont (nei pressi di La Louvière, in Belgio): la circonferenza misurata a 1,5 metri dal suolo è pari a 287 centimetri e l'albero è alto quasi 20 metri

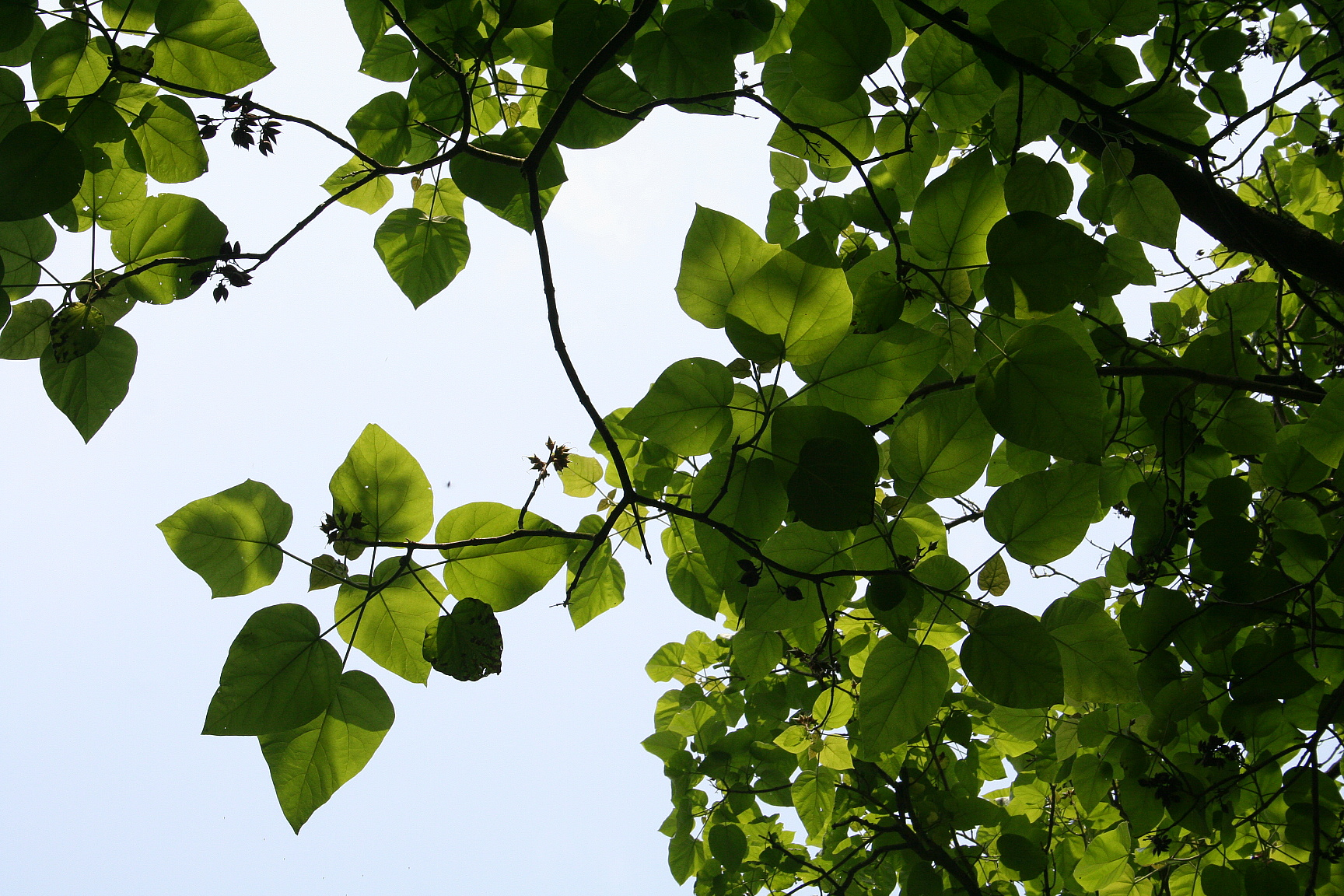
Fogliame di una paulownia

Paulownia tomentosa (Thunb. Steud., 1841 è un albero della famiglia Paulowniaceae.

## Descrizione
Albero dal portamento maestoso e fioriture molto decorative, con foglie cuoriformi, tomentose, caducifolia, e che a fine primavera produce fiori di colore bianco o lilla a seconda della varietà e di alcune caratteristiche del suolo, con lunghezza 5–7 cm, profumatissimi, riuniti in grandi corimbi, eretti a pannocchia piramidale di 20–30 cm, fino a 50 cm. I frutti autunnali, deiscenti settifragi, persistenti sui rami per tutto l'inverno,  sono capsule ovoidali, del diametro di 4–5 cm, formate da due carpelli legnosi, prima di colore verde, e poi marrone scuro, contenenti al loro interno migliaia di semi alati, lunghi 3–4 mm, i quali tuttavia sono molto deboli. Infatti in biologia, nell'ambito degli studi sulla riproduzione, per garantire sopravvivenza di specie, quando una pianta fa molta fatica a riprodursi muta per formare moltissimi semi. Questi hanno un tasso di germinazione molto ridotto, a causa soprattutto delle rare condizioni in cui riescono ad attecchire (assenza di batteri, per lo più suoli sterili, soffrono molto la competizione, molta luce e abbondante acqua). Inoltre oggi, nel caso degli ibridi intervarietali di Paulownia, i semi hanno perso la capacità germinativa pertanto non sono più in grado di dar vita a nuove piante, le quali sono ottenute tramite micropropagazione. Dall'autunno, e per tutto l'inverno, permangono sui rami raccolti in corimbi, anche i boccioli dei fiori primaverili, protetti dai sepali del calice racchiusi a formare dei bottoni ricoperti da una peluria dorata. I boccioli non sopportano gli inverni troppo rigidi, e il gelo prolungato ne provoca la caduta.

## Distribuzione e habitat
Questa specie è originaria della Cina centro-orientale (provincie di Anhui, Gansu, Hebei, Henan, Hubei, Hunan, Jiangsu, Jiangxi, Liaoning, Shaanxi, Shandong, Shanxi e Sichuan), del Giappone e della Corea del sud.

## Usi
Le peculiari caratteristiche botaniche ed ecologiche del genere Paulownia ne fanno un tipico albero “multifunzionale”, in grado di fornire contemporaneamente diversi tipi di prodotti e di servizi.
Citiamo di seguito le tre principali categorie di usi della Paulownia tomentosa:
- ornamentale;
- legno da lavorazione e costruzione;
- biomassa;
- assorbimento di anidride carbonica (è infatti uno degli alberi a più alto assorbimento, indicato nella lotta al cambiamento climatico);
- tutela della biodiversità;
- supporto per le altre piante o colture migliorandone la crescita;
- miglioramento caratteristiche del suolo.

La leggerezza è tra le doti di spicco del suo legno, come delle altre specie del genere. Ha elevata flessibilità e durabilità, ma bassa rigidità. Questo lo rende inadatto per strutture che richiedono alta rigidità. I giapponesi lo apprezzano molto per questo ed anche perché ha una struttura uniforme che lo rende molto adatto per lavorazioni di precisione e non lascia passare l'umidità. Per queste caratteristiche viene usato per costruire mobili, come cassettoni e bauli, per gli strumenti musicali come il Sō (arpa orizzontale), per le scarpe e le maschere. Il legno di Paulownia tomentosa ha il suo impiego anche nel settore dell'edilizia per rivestimenti interni e serramenti, ma anche per la fabbricazione di mobili, pannelli truciolati e multistrato, tranciati, sfogliati, pasta da carta, arnie per le api, ed oggettistica varia.
Si tratta di una pianta che cresce molto velocemente ed ha il suo picco di crescita proprio nei primi tre anni di vita. Si adatta molto bene per questo alla produzione di biomassa per fini energetici. Le grandi quantità di materiale sono però penalizzate dal grande contenuto di acqua.
La fioritura è grande fonte di nettare per le api, le quali possono produrre miele esclusivamente da questa pianta. E ancora la funzione frangivento (data dall'ampia e folta chioma), le capacità fitodepurative, l'estrazione di biossido di carbonio dall'aria (in quantità molto importanti data la velocità di crescita) ed infine l'intercettazione delle polveri grossolane grazie alla peluria (tomento) che caratterizza le foglie di questa specie.

## Coltivazione
Desidera posizione soleggiata o a medio-sole, terreno sciolto e ricco. L'elevata rapidità di crescita richiede un terreno che non risulti compatto, quindi è consigliato prima della sua messa a dimora effettuare uno scasso profondo.
Paulownia tomentosa è una specie che oggi difficilmente viene impiegata, questa si riproduceva per semina o si può moltiplicare per talea. Oggi vengono impiegati ibridi intervarietali i quali sono prodotti tramite la  micropropagazione, garantendo cosi uniformità, migliori caratteristiche di crescita e densità del legno, migliori fioriture e resistenza, oltre a migliorare lo stato di salute della pianta.

## Legname
Paulownia tomentosa, insieme a Paulownia elongata, rappresenta la specie del genere Paulownia di maggior rilevanza commerciale, anche se tuttavia oggi vengono impiegati specifici ibridi intervarietali ottenuti mediante micropropagazione, per garantire maggiori risultati, resistenza, migliori fioriture e densità lignea oltre a produrre semi privi di potenziale germinativo (ovvero i semi degli ibridi risultano non germinanti, difficile quindi moltiplicare le piante via seme). In antichità questa pianta veniva già coltivata in molte parti del mondo ed in alcune, ovvero in Asia, veniva impiegata per i mobiletti porta Kimono e ancora per i materiali dei guerrieri Ninja. Oggi la Paulownia viene coltivata in tutto il mondo: dalle fasce tropicali alle steppe, in Europa soprattutto ed in Asia oltre che anche in territori freddi, nonché in tutta la fascia temperata: sono abbondanti in USA, Israele, Palestina, Australia ed anche in Italia.
Caratteristiche del legno:
- Massa volumica: 300–400 kg/m³
- Aspetto: alburno e durame scarsamente differenziati di colore bianco-giallastro. Tessitura grossolana a poro aperto.
- Stabilità: molto elevata
- Durezza: molto bassa
- Durabilità: molto elevata
- Lavorabilità: molto buona, anche se difetta di tenuta per viti e chiodi. Assorbe molto collante. Ottimo comportamento in verniciatura.
- Utilizzo in Italia: mobili, infissi, scatole in legno, abitazioni.
- Utilizzo nel mondo: mobili per kimono (Giappone), legno strutturale (Giappone), battiscopa (USA).

L'odore, poco intenso ma caratteristico in caso di legno fresco, è gradevole (quasi di pane) quando segato stagionato. Assai resistente all'attacco di parassiti animali (non si tarla), resiste anche alla propagazione di funghi del legno (trovano difficoltà a diffondersi nella sua particolare porosità). Si ossida facilmente, ma solo in superficie. Contiene polifenoli.